# Héctor del Mar
Héctor del Mar (Mar del Plata, provincia de Buenos Aires, 22 de noviembre de 1942 - Madrid, 8 de abril de 2019) fue un locutor de radio y televisión español de origen argentino.

## Biografía
En 1963, a la edad de 21 años, se convirtió en locutor profesional y realizó prácticas en Radio Nacional Argentina, como locutor de continuidad. Posteriormente, pasó por Radio Argentina, donde realizó el microprograma Disculpe, soy joven, el Canal 7, Radio Belgrano, Radio El Mundo, el Canal Nuevo, donde fue moderador de un programa de deportes y Canal 13 de radio, en el que presentó el espacio Buenas tardes, mucho gusto. También realizó incursiones en el teatro con Luis Sandrini.
Llegó a España en diciembre de 1972, en principio para realizar doblajes de películas para la RAI, aunque también participó en tres películas, la titulada Madres solteras (1975) de Antonio del Amo, y dos coproducciones con Franco Nero. 
A mediados de los setenta comenzó a trabajar en la radio española, primero en Radio Centro, donde presentó Mundo Iberoamericano y La hora del sonido y en la que coincidió con Pepe Domingo Castaño y Pepe Cañaveras. También, escribió durante varios años en Pueblo.
Después, pasó a Radio España, donde se encargó de la publicidad en las retransmisiones deportivas de Andrés de Sendra y en 1976 llegó a La Voz de Madrid, en el que se inició en retransmisiones deportivas en el espacio Domingo Deportivo Español y en el que hizo famoso su grito "goool", que estrenó en el partido Real Madrid-Peñarol de Montevideo, en el Trofeo Teresa Herrera, el 13 de agosto de 1976.
Su peculiar forma de cantar los goles llegó a prolongarlo hasta medio minuto y el más famoso fue el que dio el 30 de septiembre de 1977 cuando Rubén Cano marcó el gol a Yugoslavia que dio el paso a los españoles para disputar el Mundial de Argentina 1978. Además, llegó a grabar el disco de larga duración "¡Goooooooooles!", con los mejores goles del Real Madrid.
En 1977 pasó a trabajar en Radio Intercontinental, en la que además de ser director artístico del medio, presentó los programas La hora del sonido, con María Elena Domènech, Mundo Iberoamericano, por el que recibió un Micrófono de Oro y las retransmisiones deportivas de los domingos. Por esas fechas, también presentó un programa en Televisión Española.
En abril de 1978, tras cinco años residiendo en España, consiguió la nacionalidad española.
En diciembre de 1981 sustituyó a José María García en la Cadena SER al frente de Carrusel deportivo y El partido de la jornada, emisora que abandonó a finales de 1985 para regresar a Radio Intercontinental, donde sus retransmisiones deportivas le reportaron una Antena de Oro 1990. Luego, pasó a Radio España y a Radio Libertad.
En paralelo a su actividad radiofónica, desde comienzos de los noventa fue el encargado de popularizar en distintas televisiones españolas el "pressing catch", que combina la teatralidad con la preparación física de sus luchadores, siendo el primer narrador de la lucha libre en España cuando la World Wrestling Federation se emitió en Telecinco como Pressing Catch desde 1990 hasta 1994, profesión en la que compartió mesa con el periodista José Luis Ibáñez y que compaginó con apariciones en otros programas. El éxito del programa fue tal que Ibáñez y del Mar formaron parte de los comentaristas oficiales de la WWF en el evento celebrado en España en 1991, teniendo lugar en el Palau Sant Jordi de Barcelona. Los dos repitieron la actuación en el siguiente evento en España, en 1993. Desde 1994 pasó a emitirse en Eurosport, entre mayo de 2006 y 2010 en Cuatro y en Canal+ a través de los espacios Pressing catch: Smackdown acompañado por Fernando Costilla y entre septiembre de 2010 y abril de 2013 en Marca TV y entre octubre de 2013 y abril de 2019 en Neox, con los programas Raw y Smackdown con Fernando Costilla y Alfredo Duro (desde enero de 2018). 
En el Raw que se celebró en Londres en 2015, Héctor del Mar y Fernando Costilla, comentaron desde la mesa de comentaristas oficial al lado del ring como parte del evento especial. Cómo comentarista del "pressing catch" fue conocido por su estilo de comentar excéntrico, vivaracho y lleno de expresiones pintorescas. En sus épocas en Telecinco y Cuatro, del Mar interpretaba un papel fantasioso en el que hacía referencias personales a luchadores, hablaba de anécdotas ficticias con ellos y fingía retransmitir en vivo desde la arena donde tuviera lugar el evento —aspecto que Costilla y él explotaron en Neox cuando fueron invitados realmente al cuadrilátero de Raw en 2015—, y hacía gala de una larga serie de refranes, chistes y frases cómicas que intercalaba en sus locuciones. Su etapa en Marca TV y Neox, por el contrario, destacó por un cambio gradual a un estilo más convencional y sobrio, basado en la información y el rapport con sus compañeros de mesa, aunque siempre manteniendo su característico tono jovial.
A principios de la década de 1990, colaboró en Hablando se entiende la gente y en VIP, en Telecinco, y en 1997 colaboró en la presentación del programa ¿Qué apostamos? en TVE, junto a Ana Obregón y Ramón García.
Además, en Cuatro presentó Gladiadores del siglo XXI (2008), en el que los concursantes se sometían a duras pruebas físicas y las retransmisiones de encuentros de Slamball (2009), un nuevo deporte que en Estados Unidos combina el baloncesto y fútbol americano.
Es autor de libro Más Pressing Catch que nunca (2008), junto con Fernando Costilla, su compañero en las narraciones de este deportes espectáculo desde su etapa en Cuatro y Canal+. Entre otras ocupaciones, fue vicepresidente de la Academia de las Artes y las Ciencias Radiofónicas de España, entidad constituida en 1997.
Falleció el 8 de abril de 2019 a los 76 años, debido a un infarto de miocardio.
A lo largo de su carrera, recibió galardones como el Premio Ondas, Iberoamericano, Popular de Pueblo, Antena de Oro y Micrófono de Oro.

## Trayectoria televisiva
- Pressing Catch (Telecinco), (1990-1994).
- Hablando se entiende la gente (Telecinco).
- VIP (Telecinco).
- ¿Qué apostamos? (Televisión Española), (1997).
- Pressing Catch (Cuatro), (2006-2010).
- Humor Amarillo (aparición especial) (Cuatro).
- Gladiadores del siglo XXI (Cuatro), (2008).
- Slamball (Cuatro), (2009).
- Wrestling (Marca TV), (2010-2013).
- Wrestling (Neox), (2013-2019).